# شینکای
شینکای (新凯汽车) شرکت خودروسازی چینی است، که در سالر۱۹۸۴ تأسیس شد.